# Forchhammeria hintonii
Forchhammeria hintonii är en tvåhjärtbladig växtart som beskrevs av P. G. Wilson. Forchhammeria hintonii ingår i släktet Forchhammeria och familjen Stixaceae. Inga underarter finns listade i Catalogue of Life.